# Aurélien Nguiamba
Aurélien Nguiamba (ur. 18 stycznia 1999 w Colmarze) – francuski piłkarz kameruńskiego pochodzenia, występujący na pozycji pomocnika, od 2025 zawodnik Arki Gdynia. 

## Życiorys

### Kariera klubowa
Syn Emile'a, który wyemigrował z Kamerunu do Francji i pracował jako nauczyciel. Wychowanek SR Colmar, w 2014 roku wstąpił do juniorów AS Nancy. W sezonie 2016/2017 został wcielony do rezerw Nancy, a w rundzie wiosennej sezonu 2017/2018 włączono go do pierwszego zespołu. W pierwszej drużynie zadebiutował 24 kwietnia 2018 roku w przegranym 0:3 meczu z Le Havre AC. W rundzie wiosennej sezonu 2019/2020 był wypożyczony do Gazélec Ajaccio. W lipcu 2021 odszedł z Nancy, rozgrywając łącznie dla tego klubu 33 mecze ligowe. We wrześniu tegoż roku na zasadzie wolnego transferu pozyskała go Spezia Calcio. W Serie A zadebiutował 7 lutego 2022 roku w zremisowanym 2:2 spotkaniu z US Salernitana. W styczniu 2023 roku został wypożyczony na pół roku do Jagiellonii Białystok. 
W sezonie 2023/2024 wraz z Jagiellonią Białystok zdobył mistrzostwo Polski.
10.01.2025 roku Jagiellonia poinformowała o rozwiązaniu kontraktu z Aurelienem Nguiambą za porozumieniem stron. Rozwiązanie kontraktu spowodowane było kłopotami z wierzycielami i kolegami, pracownikami klubu od których pożyczał pieniądze i ich nie oddawał.

### Kariera reprezentacyjna
Występował w młodzieżowych reprezentacjach Francji. W 2016 roku reprezentował kraj podczas mistrzostw Europy U-17. W roku 2018 dotarł w reprezentacją do półfinału mistrzostw Europy U-19.

## Statystyki ligowe
(aktualne na koniec sezonu 2024/2025)
| Klub                         | Sezon           | Liga                   | Liga | Liga | Puchar kraju | Puchar kraju | Europa | Europa | Suma | Suma |
| Klub                         | Sezon           | Liga                   | M.   | Br.  | M.           | Br.          | M.     | Br.    | M.   | Br.  |
| ---------------------------- | --------------- | ---------------------- | ---- | ---- | ------------ | ------------ | ------ | ------ | ---- | ---- |
| AS Nancy B                   | 2018/19         | Championnat National 3 | 13   | 0    | —            | —            | —      | —      | 13   | 0    |
| AS Nancy B                   | 2019/20         | Championnat National 3 | 5    | 0    | —            | —            | —      | —      | 5    | 0    |
| AS Nancy B                   | Ogólnie         | Ogólnie                | 18   | 0    | —            | —            | —      | —      | 18   | 0    |
| AS Nancy                     | 2017/18         | Ligue 2                | 2    | 0    | —            | —            | —      | —      | 2    | 0    |
| AS Nancy                     | 2018/19         | Ligue 2                | 2    | 0    | —            | —            | —      | —      | 2    | 0    |
| AS Nancy                     | 2019/20         | Ligue 2                | 8    | 0    | 1            | 0            | —      | —      | 9    | 0    |
| AS Nancy                     | 2020/21         | Ligue 2                | 21   | 0    | —            | —            | —      | —      | 21   | 0    |
| AS Nancy                     | Ogólnie         | Ogólnie                | 33   | 0    | 1            | 0            | —      | —      | 34   | 0    |
| Gazélec Ajaccio (wyp)        | 2019/20         | Championnat National 3 | 8    | 2    | —            | —            | —      | —      | 8    | 2    |
| Spezia Calcio                | 2021/22         | Serie A                | 3    | 0    | 1            | 0            | —      | —      | 4    | 0    |
| Spezia Calcio                | 2022/23         | Serie A                | —    | —    | —            | —            | —      | —      | 0    | 0    |
| Spezia Calcio                | Ogólnie         | Ogólnie                | 3    | 0    | 1            | 0            | —      | —      | 4    | 0    |
| Jagiellonia Białystok (wyp.) | 2022/23         | Ekstraklasa            | 11   | 0    | —            | —            | —      | —      | 12   | 0    |
| Jagiellonia Białystok        | 2023/24         | Ekstraklasa            | 9    | 1    | 1            | 0            | —      | —      | 10   | 0    |
| Jagiellonia Białystok        | 2024/25         | Ekstraklasa            | 10   | 0    | 1            | 1            | 9      | 0      | 20   | 1    |
| Jagiellonia Białystok        | Ogólnie         | Ogólnie                | 30   | 1    | 2            | 1            | 9      | 0      | 41   | 1    |
| Jagiellonia II Białystok     | 2023/24         | III Liga               | 3    | 0    | —            | —            | —      | —      | 3    | 0    |
| Jagiellonia II Białystok     | 2024/25         | III Liga               | 2    | 0    | —            | —            | —      | —      | 2    | 0    |
| Jagiellonia II Białystok     | Ogólnie         | Ogólnie                | 5    | 0    | 0            | 0            | 0      | 0      | 5    | 0    |
| Ogólnie kariera              | Ogólnie kariera | Ogólnie kariera        | 97   | 3    | 4            | 1            | 9      | 0      | 110  | 4    |

## Sukcesy
Jagiellonia Białystok
- Mistrzostwo Polski: 2023/24